# Pareuthymia malaccensis
Pareuthymia malaccensis är en insektsart som beskrevs av Willemse, C. 1955. Pareuthymia malaccensis ingår i släktet Pareuthymia och familjen gräshoppor. Inga underarter finns listade i Catalogue of Life.